# نيك فوغل
نيك فوغل (بالإنجليزية: Nick Vogel)‏ (5 فبراير 1990 في الولايات المتحدة - ) هو لاعب كرة طائرة شاطئية ولاعب كرة طائرة الولايات المتحدة في مركز وسط ‏. لعب مع نادي فريدريشسهافن ‏.

## وصلات خارجية
- نيك فوغل على موقع الاتحاد الأوروبي (الإنجليزية)
- نيك فوغل على موقع عالم الكرة الطائرة (الإنجليزية)